# 鞠夫シリーズ
鞠夫シリーズ（まりおシリーズ）は、我孫子武丸による推理小説のシリーズ。幼稚園教諭妹尾睦月と、腹話術師朝永嘉夫、その操る人形にして自我を持つ鞠小路鞠夫を中心に描く。シリーズ1作目の『人形はこたつで推理する』は漫画化された。我孫子自身は『人形はこたつで推理する』を、自身初の短編小説集としている。

## 概要
シリーズ1作目『人形はこたつで推理する』が『野性時代』で1990年5月号から1990年8月号にかけて連載され、角川書店よりカドカワノベルズレーベルで単行本化、シリーズ2作目『人形は遠足で推理する』、シリーズ3作目『人形は眠れない』がカドカワノベルズレーベルで書き下ろしとして単行本化、後に3作が講談社より講談社文庫レーベルで文庫化された。シリーズ3作目『人形は眠れない』講談社文庫版後書きにてシリーズの一旦の一区切りである旨が告知された。
期間をおいて『メフィスト』1998年10月号より連載、書き下ろしの「腹話術師志願」追加の上『人形はライブハウスで推理する』として、講談社ノベルズレーベルで単行本化、従来のシリーズ文庫版同様、講談社文庫レーベルで文庫化された。本編の他、推理小説の一読者として鞠夫シリーズを注目していた腹話術師いっこく堂との対談も収録された。講談社文庫版あとがきでは完結ではない旨が告知された。

## あらすじ

### 人形はこたつで推理する
人形はこたつで推理する
12月20日、主人公の妹尾睦月の勤務するめぐみ幼稚園で園長の縁を通じて、クリスマスイベントの一環として腹話術師を招き、腹話術の劇が行われた。腹話術師の名は朝永嘉夫。無事に朝永の芝居が終わり、朝永が帰宅後、妹尾は朝永の自宅を園長に尋ねた。お礼の言葉を述べるためだ。
園長から朝永の自宅を聞き出し、朝永の自宅を訪ねた妹尾は、朝永の芝居に関する感想を話し始めた。話の途中、朝永が手にしていた人形が相槌を打ち始めた。妹尾は、朝永が腹話術の芝居を始めたのだと思ったが、朝永の様子から次第に人形が独りでに喋り、朝永が動揺している状況であることを理解する。朝永は白状し、妹尾に自身の意志から生まれた「鞠小路 鞠夫」を改めて紹介する。
12月24日。めぐみ幼稚園で飼っていたうさぎの「ユキコ」が亡くなった。妹尾は園児たちと手製の墓を作って埋葬した。
年が明けた1月3日、妹尾がうさぎの飼育小屋を確認すると、ユキコの墓が掘り返され、土葬したユキコの遺骸の腹部が裂かれていた。園長に報告のため駆け出した妹尾の前に朝永が現れた。朝永とともに園長に報告した妹尾と朝永は、めぐみ幼稚園を後にした。妹尾が朝永と会話を交わしていると鞠夫が茶々を入れてきた。妹尾と朝永は、朝永の自宅に向かった。正月初め、鞠夫は朝永の自宅に用意されたこたつに入った妹尾と朝永の前で事件に関する推理を始めた。
人形はテントで推理する
4月。妹尾は朝永の誘いによりカーニバル「ワールド・ショー」に参加することになった。楽屋を訪問した妹尾は、朝永と同じ腹話術師の柿沼遥と知り合う。柿沼から朝永とは芸大からの知り合いであることを聞かされた妹尾は動揺する。
動揺を隠して妹尾が、楽屋でカーニバルのメンバーたちと寛いでいると、楽屋に不在のメンバーが殺害されたという報告が入った。被害者は、メンバーのパンダ五反田。犯行現場の関係から柿沼が容疑者になる。対面後の不快さを忘れ、妹尾は柿沼の身を案じた。
人形は劇場で推理する
妹尾は朝永と待ち合わせをしていた。待ち合わせに来た朝永は柿沼と一緒だった。朝永は偶然と釈明したことに思うところを持ちつつ、共に劇場で『ニーベルングの指輪』を鑑賞した。第3夜「ジークフリート」を鑑賞中、劇場を見渡すと捜査課の警部小田切も鑑賞していた。鑑賞後、不釣り合いを不思議に思った妹尾は、小田切に鑑賞理由を尋ねた。
小田切は現在抱えている事件を紹介し、被害者が日記に「ジークフリート」にまつわる夢を書き綴っていたという。小田切は、被害者殺害のヒントは『ジークフリート』にあるのではないか、との推察をしていることを明かした。小田切が事件の詳細を明かすと、妹尾、朝永、柿沼がそれぞれ小田切に推理を披露するも、結論には至らず、その場は解散となった。帰り道、柿沼の自宅は妹尾と朝永の自宅と逆方向の関係から、柿沼とは別れ、妹尾と朝永の2人だけになった。妹尾と朝永は、自宅に置いてきた鞠夫に事件の解決を頼んだ。
人形をなくした腹話術師
テレビ番組に出演することになった朝永は妹尾をスタジオに紹介する。撮影収録後、朝永は、披露した芝居は自分の主導ではなかったことを妹尾に打ち明ける。それからしばらくして鞠夫の姿がないことに気付いた朝永はスタジオ内を捜索する。発見された場所で鞠夫の人形がバラバラに裂かれていた。朝永は、芝居の小道具を越えた関係にある鞠夫の姿に愕然とする。

### 人形は遠足で推理する
幼稚園バスがなく、公共交通機関のバスを頼らざるを得ないめぐみ幼稚園は、人気の少ない平日に園児を連れてバスに乗り込んだ。乗り込んだ後、乗客の1人が拳銃を出した。男の名は日野崇。日野は、拳銃を掲げバスジャックの宣告をした。
妹尾は園児を宥めつつ、動機を日野に尋ねると、日野は狼狽し始めた。しばらくして日野は友人の「てるみ」を殺されたこと、そのてるみの仇討ちにバスジャックを行ったことを理解し、日野は今度は、目的を遂行させるためバスジャックの宣告を改めて行う。妹尾は、日野を説得し、日野から無謀なバスジャックを止めさせると共に、自身と園児たち解放への道を模索していくことになった。

### 人形は眠れない
8月。幼稚園教諭の１人香坂厚子（旧姓：柏木）の結婚式に、独身の妹尾は野坂と共に他の式後のパーティーに出席する下心を打ち明けられ香坂の結婚式に参加することになった。式のお開き後、野坂の予告どおりパーティーに参加する中で妹尾は花婿香坂側の知り合いだという関口昌樹という男に誘われる。妹尾は関口の誘いに適当に相槌を打って核心への追求をかわした。
パーティー後、妹尾の自宅にある電話が鳴った。関口からだった。電話番号を教えた覚えがない驚きと、馴れ馴れしい様子に苛立ちを覚えつつ、妹尾は関口の相手をした。
妹尾の自宅の電話が再び鳴った。今度は女性からだった。女性は、関口の母を自称し、関口を弄んでいると妹尾を攻め立てた。妹尾はその後、巷で放火事件の発生している話題の中、関口と、その母を自称する女性からの電話攻めに遭うことになる。
妹尾が関口とその母親を称する女性の電話の件で悩んでいる中、電話が鳴った。今度は朝永からだった。安堵する妹尾に、朝永から、小田切から事件解決の依頼を受けたという。事件の内容は連続放火事件に関してであった。妹尾は小田切の下へ向かった。
鞠夫誕生秘話
芸大を卒業後、腹話術師業の傍ら、コンビニのアルバイトや家庭教師をして生計をたてていた朝永は芸大時代の知り合い波多野と知り合う。再会の喜びも束の間、しばらくして朝永の下に波多野から電話が入った。大学時代のサークルで波多野と一緒だった美濃部香里が自宅で不慮の最期を遂げたらしい。朝永は、波多野の下を訪れた。傷心に沈む波多野と共に、朝永は波多野と杯を交わした。
自宅に帰って腹話術の練習に励み、熟睡する中、部屋の中で喋り声がした。見ると、喋っていたのは小道具として使用していた人形だった。朝永は状況を否定しようとするも、人形の喋る内容に否定できず、人形の喋りを止めることはできなかった。

### 人形はライブハウスで推理する
人形はライブハウスで推理する
結婚後の柏木の近況を野坂から聞いた妹尾は帰宅後、1人の男が入り口の前で座り込んでいるのを発見した。男は妹尾の弟、葉月だった。自宅に入れられた葉月は、妹尾の近況を聞いた後、帰っていった。
しばらくして妹尾の自宅に、葉月が拘留されたという知らせが入った。妹尾は葉月の身元引受人として警察を訪れることになった。
ママは空に消える
冬の月曜。妹尾は退園時間を過ぎためぐみ幼稚園で園児の相沢瑠奈と迎えの保護者を待っていた。妹尾が迎えが遅いことを瑠奈に伝えると瑠奈は「ママは空にいる」と返した。「空」を、母親にあらぬ理解をした妹尾はそれ以上の追求を控える。やがて父親と思わしき男性が瑠奈を迎えに来た。
瑠奈の両親の件で風邪をこじらせた妹尾は自宅で寝込んでしまった。朝永を想いつつ寝込んでいる妹尾を、野坂が見舞いに訪れた。野坂は、朝永に関する冷やかしと共に相沢親子の近況を知らせた。妹尾は、相沢親子の真相を知るべく朝永の自宅へ電話した。
ゲーム好きの死体
テレビ出演で多忙を極める朝永の自宅に女子高生2人が訪問を確認した。妹尾は、朝永に問い正すも、しどろもどろの様子だった。ある時、女子高生の1人の兄が殺害された。女子高生と共に自宅にいた朝永にも容疑がかかった。
腹話術師志願
朝永の自宅を訪問した妹尾は自宅の中に見慣れない男が同居していることを知った。男は住み込みでの朝永の弟子入りを志願しているという。
しばらくして、妹尾がとった電話から弟子入りを志願していた男が重要参考人として警察署に拘留されていたという知らせが朝永から入った。コンビニで強盗殺人事件が起こり、その付近に居合わせ、多額の現金を所持していたためだという。妹尾と朝永は、男が拘留されている警察署に向かった。
夏の記憶
妹尾は、朝永に小学生の頃の思い出話として、小学生時代に喧嘩別れをしたクラスメイトの話を聞かせる。

## 登場人物

### 主要人物
妹尾睦月（せのお むつき）
幼稚園の幼稚園教諭。1月15日生まれ。血液型はAB型。年齢は「人形はテントで推理する」時点で21歳。資格のため上京して短大を卒業後、めぐみ幼稚園に勤務。担任するクラスは『人形はこたつで推理する』時点でもも組。『人形はライブハウスで推理する』時点でさくら組。名前の由来は1月の睦月から。園児や鞠夫からは、苗字の末尾「お」と下の名「むつ」の読みをつないだ「おむつ」、旧友からは「おむっちゃん」と呼ばれている。鞠夫不在時には、鞠夫に代わり推理を展開することもある。「人形はテントで推理する」では朝永を小田切に紹介時、朝永振一郎と加藤嘉を持ち出し、変わっていると評される等、家族環境の影響で古い価値観を持つ。視力が0.5以下と悪く、眼鏡を持っていることが『人形はこたつで推理する』冒頭で語られるが普段はかけていない。
朝永嘉夫（ともなが よしお）
腹話術師。年齢は『人形はこたつで推理する』時点で25歳。『人形は遠足で推理する』時点で26歳。星座は乙女座。芸大を卒業し、園長の紹介でめぐみ幼稚園に来園したのが縁で妹尾たちめぐみ幼稚園関係者と知り合う。鞠夫のことは、自身にアドバイスをくれることに足元を救われる一方で、何もしていない自分は不要ではないのかとの苦悩を感じていくようになる。作中の第三者からの評価として、テレビ番組に出演の経験や「人形はテントで推理する」登場のジョージ・相原から評価されている。自宅にはスタニスラフスキーの『俳優修行』がある。女心に鈍く、妹尾を怒らせ、鞠夫からはからかわれ、柿沼からは愛想をつかされている。
鞠小路鞠夫（まりこうじ まりお）
朝永が芝居に用いる操り人形。体長は80センチ前後。朝永の人格から生まれ、意志を持つ。普段はおとなしくして、朝永の腹話術に従うが、勝手に喋ったり動いたりして朝永を困らせることもある。妹尾と朝永の身の回りに起きる事件に推理を披露していく人形探偵。朝永の人格のため、朝永を媒体として妹尾と対話を行うこともできる。
朝永もしくは鞠夫自身による創作の人物設定として、自身の家系は由緒ある男爵家の出身。家族構成として、父は鞠小路鞠之介（まりこうじ まりのすけ）、母は鞠小路鞠子（まりこうじ まりこ）、祖父は鞠小路鞠之進（まりこうじ まりのしん）という設定を有する。鞠夫以外は未登場。名前の由来は「鞠夫」が朝永、「鞠小路」を鞠夫が考案したことによる。
作中では、既に朝永の手にあり、自宅で練習時の小道具として使用されている段階であるため、入手経路や製作者等は不明。
柿沼遥（かきぬま はるか）
朝永の腹話術師同僚にして大学時代からの知り合い。鞠夫からは「ミス・はるか」と呼ばれている。人形の名前はター坊（ターぼう）。腹話術師として芝居を披露するのは『人形はこたつで推理する』収録「人形はテントで推理する」のみ。朝永に好意を抱く。
小田切（おだぎり）
「人形はテントで推理する」以降、妹尾たちが巻き込まれた事件でよく顔を合わせ、事件を担当する捜査課の警部。難解な縦文字の用語には通じている一方で、横文字の用語に関しては悪い。難解な事件を抱えた時は自ら足を踏み、朝永たち等の有力な情報提供者に意見を求める姿勢を持つ。

### めぐみ幼稚園
野坂なおみ（のさか なおみ）
うめ組の幼稚園教諭。年齢は23歳。関西弁で喋る。妹尾の同僚にして幼なじみ。妹尾のことは「おむっちゃん」と呼ぶ。
柏木厚子（かしわぎ あつこ）
幼稚園教諭。年齢は『人形は眠れない』時点で26歳。『人形はこたつで推理する』時点では妹尾、野坂と共に独身で『人形は眠れない』で結婚、香坂厚子になる。『人形はライブハウスで推理する』では、冒頭で姑とトラブルを起こし、辞職まで考えている近況が野坂より伝えられる。
葉子（ようこ）
野坂の口から出た幼稚園教諭の1人。
北村（きたむら）
妹尾の口から出た幼稚園教諭の1人。
園長（えんちょう）
めぐみ幼稚園の園長。園児や保育したからは怖がられているが、妹尾からは亡き祖母に似ているためか、怖がられていない。妹尾が朝永と付き合っていることを知ると、協力的な姿勢を見せた。
誠（まこと）
園長の息子。朝永とは知り合い。

### 人形はこたつで推理する
みちあき
妹尾を「おむつ」と呼んでトイレへと引っ張った園児。芝居の最中に聞いていた鞠夫に妹尾が「おむつ」と呼ばれていることを教えるきっかけを作った。
柴崎智久（しばさき ともひさ）
野坂のクラスの園児。
啓祐（けいすけ）
柴崎外科の医師。
貴子（たかこ）
啓祐の妻。
紀恵（のりえ）
智久の姉。柴崎外科に駆け付けた妹尾たちと応対する。

#### 人形はテントで推理する
ジョージ・相原（ジョージ あいはら）
マジシャン。年齢は50代にも60代にも見える。シルエット・カッティングを披露する。年長者で、朝永の才能を買っている。
シン・山口（しん やまぐち）
マジシャン。年齢は30代。高度な影絵を芸とする。
パンダ五反田（パンダごたんだ）
事件の被害者。本名は堀川政義（ほりかわ まさよし）。関係者の話では、名前に反した容姿で人気があった。代わりに容姿に因んだ人間関係にまつわるトラブルも多かったという。
ミラクル斎藤（ミラクルさいとう）
事件の発見者。
旭日斎水月（きょくじつさい すいげつ）
水芸を芸とする。

#### 人形は劇場で推理する
児嶋政昭（こじま まさあき）
広告代理店の元社長。年齢は68歳。事件の被害者。
児嶋利昭（こじま としあき）
児嶋の長男。年齢は37歳。
咲子（さきこ）
児嶋の長女。
充（みつる）
児嶋の次男。年齢は25歳。
児嶋照子（こじま てるこ）
児嶋の妻。年齢は60歳。
木下伸也（きのした しんや）
運転手。
湧永利一（わくなが りいち）
児嶋が努めていた広告会社の専務。
中園弘泰（なかぞの ひろやす）
広告代理店の現社長。
綱島敦夫（つなしま あつお）
児嶋が努めていた広告会社の秘書。年齢は38歳。
リチャード・ブランドン
児嶋が仕事で知り合った「リチャード」つながりの知人。
鴨井きよ子（かもい きよこ）
児嶋のお手伝い。小田切からは老齢で犯行は不可能だと一蹴された。
藤たまき（ふじ たまき）
精神分析医。年齢は40代。児嶋の担当医。未亡人。

#### 人形をなくした腹話術師
フィリップ・ゴールドスミス
マジシャン。クロースアップ・マジックを披露する。
マックス・バートン
マジシャン。ファンを披露する。
マイク・ウィザード
マジシャン。イリュージョンを披露する。
石森（いしもり）
見学に来ていた番組のスポンサー企業「ウッドストーン」の社長。
圭介（けいすけ）
石森の孫。鞠夫が好き。
板東（ばんどう）
ディレクター。カバのような顔をしている。流暢な英語でマジシャンたちと対話する。
桜井（さくらい）
AD。番組出演者の朝永には丁寧な一方、見学者の妹尾にはぞんざいな態度でスタジオを案内する。
業田功（ごうだ いさお）
司会者。
岩田（いわた）
ガードマン。
ドナルド・ベンドレイク
ゴールドスミスのマネージャー。
佐々木信好（ささき のぶよし）
石森の運転手。

### 人形は遠足で推理する
敏幸（としゆき）
めぐみ幼稚園の園児。
日野崇（ひの たかし）
バスジャック犯。友人「てるみ」の仇討ちとして実弾の入った拳銃を手に妹尾たち乗客を人質にとる。
二宮和也（にのみや かずや）
バスの乗客。剣道2段で、妹尾たちの行動に協力する。
坂崎輝美（さかざき てるみ）
日野の友人で故人。
皆川（みながわ）
階級は部長。
宮永（みやなが）
階級は警視。捜査課課長で、小田切の上司。
葉山（はやま）
刑事。
前橋（まえばし）
バスの運転手。
二宮毅（にのみや つよし）
二宮の息子。

### 人形は眠れない
関口昌樹（せきぐち まさき）
二次会の相手。その後もデートにさそうなど妹尾に執着する。心配した母親が作中を通じて妹尾の自宅電話へと電話をかけ続ける。
香坂（こうさか）
柏木の婚約相手。
高島（たかしま）
関口の友人。
北村（きたむら）
妹尾との以外のめぐみ幼稚園教諭。
中山健一（なかやま けんいち）
連続放火事件の被害者。家族構成は、妻と高校生の娘と中学の息子。
沢田尚子（さわだ なおこ）
中山の娘の同級生。勉強を苦に自殺した。

#### 鞠夫誕生秘話
波多野征司（はたの せいじ）
朝永の大学時代のサークル仲間。大学を卒業後、私立高校の美術教員になる。美濃部を亡くし、沈んでいる。
美濃部香里（みのべ かおり）
波多野の婚約者。

### 人形はライブハウスで推理する

#### 人形はライブハウスで推理する
妹尾葉月（せのお はづき）
妹尾の弟。被害者の傍にいた関係者第一として妹尾が引き取るまでの間、署内で拘束される。
佐山剛志（さやま たけし）
事件の被害者。薬物の売人をしていた。
佐山篤志（さやま あつし）
事件の発見者で佐山の弟。
内海（うつみ）
葉月を取り調べていた少年課の刑事。捜査課の小田切が登場後、小田切に葉月の身柄を引き渡す。

#### ママは空に消える
相沢瑠奈（あいざわ るな）
めぐみ幼稚園の園児。母親が不在の間は、1人暮らしをしている
相沢惣一（あいざわ そういち）
瑠奈の父親。瑠奈の送迎を行う。
相沢芳美（あいざわ よしみ）
瑠奈の母親。教育熱心。

#### ゲーム好きの死体
須藤清美（すどう きよみ）
朝永の追っかけの1人。
石川絵里（いしかわ えり）
朝永の追っかけの1人。
須藤健一（すどう けんいち）
事件の被害者で、清美の兄。女性関係でトラブルを引き起こしていた。
相良美奈子（さがら みなこ）
須藤の関係者で、須藤よりも年上。現在はOL。
下村佳恵（しもむら よしえ）
須藤の関係者で、大学時代からの同級。
有野智美（ありの ともみ）
須藤の関係者で、下村の友人。

#### 人形は楽屋で推理する
青木海（あおき かい）
めぐみ幼稚園の園児。妹尾からは「カイくん」と呼ばれている。
美咲（みさき）
受付のバイト。
中本（なかもと）
市職員。妹尾と共に青木の捜索に協力する。

#### 腹話術師志願
大河原洋治（おおかわら ようじ）
朝永の自宅に志願を申し込んだ弟子。手元に多額の現金を抱えていたことから警察署に拘留される。
相良健太（さがら けんた）
コンビニの店員。年齢は26歳。事件の被害者。
檜皮賢（ひわだ まさる）
コンビニの店員。年齢は23歳。

#### 夏の記憶
今村真理（いまむら まり）
妹尾の小学3年の頃の知り合い。両親の都合で転校した。

## 漫画
シリーズ1作目『人形はこたつで推理する』名、ソニー・マガジンズより河内実加作画として「きみとぼく」に連載、コミックス化された。河内初の原作付漫画作品で、河内は原作小説をカドカワノベルズ版から注目していた。
原作話からは『人形はこたつで推理する』から「人形は劇場で推理する」以外の3話、『人形は眠れない』から「鞠夫誕生秘話」、『人形はライブハウスで推理する』から「ママは空に消える」が使用された。「ママは空に消える」は「人形は劇場で推理する」が漫画制作上の都合上漫画化されず、代わりとしての漫画化となった。2度目の一区切りとした原作小説に対し、本漫画版は全2巻の完結作となっている。
連載時からコミックス収録時の変更点として「人形はテントで推理する」は連載時に前後編の2話で連載され、コミックス収録時に1話にまとめられた。2巻目は、連載時に「誰が人形を殺したか」「ママは空に消える」「鞠夫誕生秘話」の順に連載されたが、コミックスには「ママは空に消える」「鞠夫誕生秘話」「誰が人形を殺したか」の順で収録された。
テレビスタジオを舞台とした「誰が人形を殺したか（後編）」では「Cooperation」の1つとして「Fuji-TV」がクレジットされている。
- 我孫子武丸（原作）・河内実加（作画）『人形はこたつで推理する』ソニー・マガジンズ〈ソニー・マガジンズコミックス〉、全2巻
  1. 1996年9月7日初版第1刷発行、ISBN 978-4-7897-8040-7
  2. 1999年8月7日初版第1刷発行、ISBN 978-4-7897-8119-0

## 書誌情報
- 『人形はこたつで推理する』（1990年8月25日初版発行、角川書店〈カドカワノベルズ〉、ISBN 978-4-04-782201-6）
  - 『人形はこたつで推理する』（1995年6月15日第1刷発行、講談社〈講談社文庫〉、ISBN 978-4-06-185976-0）
- 『人形は遠足で推理する』（1991年4月25日初版発行、角川書店〈カドカワノベルズ〉、ISBN 978-4-04-782202-3）
  - 『人形は遠足で推理する』（1995年7月15日第1刷発行、講談社〈講談社文庫〉、ISBN 978-4-06-263001-6）
- 『人形は眠れない』（1991年9月25日初版発行、角川書店〈カドカワノベルズ〉、ISBN 978-4-04-782203-0）
  - 『人形は眠れない』（1996年4月15日第1刷発行、講談社〈講談社文庫〉、ISBN 978-4-06-263227-0）
- 『人形はライブハウスで推理する』（2001年8月5日第1刷発行、講談社〈講談社ノベルズ〉、ISBN 978-4-06-182191-0）
  - 『人形はライブハウスで推理する』（2004年8月15日第1刷発行、講談社〈講談社文庫〉、ISBN 978-4-06-274835-3）

## 評価
サントリーが運営していたウェブサイト「ウィスキーミュージアム」は『人形は眠れない』収録の「鞠夫誕生秘話」で朝永と波多野が酒を呑み交わすシーンを紹介し、同シーンに適切な酒として朝永が注いだウィスキーの通り「ウィスキーのようなスピリッツ」を勧めていた。